# Ankerhåndterings-fartøj
Ankerhåndterings-fartøj (AHTS) (en. Anchor Handling Tug Supply), er et fartøj, som primært er bygget til opgaver i offshore-branchen og er udrustet til at håndtere ankre for olieplatforme og  bugsere platforme til deres permanente position og ankre dem op samt i nogle tilfælde arbejde som Standby-fartøj (ERRV).
AHTSeren er udstyret med kraftige spil til ankerhåndtering og bugsering samt forsynet med ekstremt kraftigt hovedmaskineri samt konstrueret og udviklet til at kunne udøve et højt pæletræk.